# マウリシオ・ムニョス
マウリシオ・ムニョス（Mauricio Munoz、1985年9月13日 - ）は、アルゼンチンのプロボクサー。サンフアン州サンフアン出身。

## 来歴
2006年3月18日、ブエノスアイレス州アベジャネーダでデビュー。対戦相手もデビュー戦で試合はムニョスが3-0の判定勝ちでデビュー戦を飾った。
2008年7月3日、ブエノスアイレスのエスタディオ・ルナ・パルクでディエゴ・ホセ・レイムンド・エルナンデスとWBAフェデボルスーパーバンタム級王座決定戦を行い、2-0の判定勝ちを収め王座を獲得した。
2008年9月20日、チュブ州プエルト・マドリンのヌエボ・パラシオ・アウリネグロで行われたWBCラテンアメリカスーパーバンタム級暫定王座決定戦でホセ・サエス対戦し、プロ初黒星となる0-3の判定負けを喫し王座獲得に失敗した。
2009年5月16日、チュブ州プエルト・マドリンのヌエボ・パラシオ・アウリネグロで行われたWBCラテンアメリカスーパーバンタム級王座決定戦でディエゴ・ダミアン・ロトと対戦し、3-0の判定勝ちを収め王座を獲得した。
2009年8月20日、ブエノスアイレスのエスタディオ・ルナ・パルクでミゲル・レオナルド・カセレスと対戦し、1-2の判定負けを喫した。
2010年4月9日、メンドーサ州サン・マルティンでミゲル・レオナルド・カセレスと対戦し、2-1の判定勝ちを収め初防衛に成功すると共に8ヵ月ぶりの再戦で雪辱を果たした。
2011年4月8日、神戸ワールド記念ホールでWBC世界スーパーバンタム級王者西岡利晃（帝拳）と対戦し、9回3分7秒KO負け喫し王座獲得に失敗した。
2012年4月21日、サンフアンのエスタディオ・アルド・カントーニで行われたIBFラテンアメリカフェザー級王座決定戦でラモン・コントレラス（チリ）と対戦し、3回TKO勝ちを収め王座を獲得した。
2013年7月27日、マカオにあるザ・ベネチアン・マカオの中にあるコタイ・アリーナにて、自身はランキング1位の指名挑戦者として、IBF世界フェザー級王者エフゲニー・グラドビッチ(ロシア)と対戦し、0-3（108-120、109-119、109-119）の大差判定負けを喫し、完敗で王座獲得に失敗した。 

## 獲得タイトル
- WBCラテンアメリカスーパーバンタム級王座
- IBFラテンアメリカフェザー級王座
- 南アメリカスーパーフェザー級王座